# Wellington Orcas
I Wellington Orcas erano una franchigia della vecchia Bartercard Cup di rugby league in Nuova Zelanda. Rappresentano la città di Wellington ed hanno adottato questo nick nella stagione 2006, mentre precedentemente erano noti giusto come Wellington Franchise.

## Storia
Nata nel 2002 ha ottenuto questi risultati nella Bartercard Cup:
| Stagione | Pld | W | D | L  | PF  | PA  | PD   | Pts | Posizione (Squadre) | Finali |
| -------- | --- | - | - | -- | --- | --- | ---- | --- | ------------------- | ------ |
| 2002     | 16  | 9 | 1 | 6  | 547 | 449 | 98   | 19  | 6° (12)             | N/A    |
| 2003     | 16  | 4 | 1 | 11 | 460 | 646 | -186 | 6*  | 11° (12)            | N/A    |
| 2004     | 16  | 8 | 1 | 7  | 465 | 409 | 56   | 17  | 6° (12)             | N/A    |
| 2005     | 16  | 5 | 3 | 8  | 418 | 459 | -41  | 13  | 6° (12)             | N/A    |
| 2006     | 18  | 6 | 0 | 12 | 452 | 549 | -97  | 12  | 7° (10)             | N/A    |

*Wellington ha avuto una penalizzazione di 3 punti per infrazioni nella registrazione.